# NGC 1200
NGC 1200 is een elliptisch sterrenstelsel in het sterrenbeeld Eridanus. Het hemelobject werd op 27 november 1785 ontdekt door de Duits-Britse astronoom William Herschel.

## Synoniemen
- PGC 11545
- MCG -2-8-43
- GC 644
- H 2.475
- h 2506